# Laurent Nicollin
Laurent Nicollin, né le 26 janvier 1973 à Montpellier, est un dirigeant sportif français, président du Montpellier Hérault Sport Club depuis 2017.

## Biographie
Fils de Louis Nicollin, il est le cadet d'une famille de deux garçons. Il pratique le football en évoluant avec la troisième équipe du Montpellier Hérault Sport Club jusqu'à la DH, où il côtoie les futurs professionnels Bruno Carotti ou Jean-Christophe Rouvière.
En 1993, après avoir échoué à deux reprises à son baccalauréat, Laurent Nicollin intègre le groupe Nicollin, fondé par son grand-père en 1945. Il déclare avoir commencé avec des  « jobs d'été dans l'entreprise de notre père, au cul des camions ».
En 2002, il est nommé président délégué du Montpellier Hérault Sport Club. En 2011, il affirme faire le « plus gros du travail au quotidien mais après aucune décision importante n'est prise sans concertation » avec son père. Ce dernier meurt le 29 juin 2017 ; Laurent Nicollin devient alors président du club.
Fin août 2024, il est l'objet d'une polémique après avoir défendu Vincent Labrune et la politique tarifaire de DAZN, nouveau diffuseur de la Ligue 1,.

### Engagement contre les discriminations dans le sport
En janvier 2023, il dénonce les banderoles brandies par une minorité de supporters, à caractère injurieux, lors d'un match contre Nantes, lui-même ayant engagé son club contre l'homophobie dès le mois d'octobre 2022.